# Abou Nawas (entreprise)
Pour les articles homonymes, voir Abou Nawas.
Abou Nawas Hôtels (arabe : فنادق أبو نواس) est un groupe hôtelier appartenant au Consortium tuniso-koweïtien de développement (CTKD) créé en 1980.
Il comptait à son actif plusieurs unités hôtelières de quatre et cinq étoiles implantées dans les principales zones touristiques de Tunisie comme Hammamet, Sousse, Tabarka et Mahdia. En août 2009, deux unités demeurent sous la gestion directe du groupe à Sousse et Tabarka, via sa filiale Soges, alors que les cinq autres sont cédés par contrat.

## Histoire
C'est sous l'impulsion de l'ambassadeur koweïtien en Tunisie, Majran Al Hamad, que le CTKD se lance dans le secteur du tourisme via des prises de participation dans des hôtels. La constitution de la chaîne Abou Nawas se concrétise par une série de constructions d'hôtels et de clubs : 19 unités de quatre à cinq étoiles, pour une capacité d'hébergement de plus de 6 000 lits, dont la gestion est externalisée au sein d'une filiale baptisée Soges.
Toutefois, une nouvelle stratégie est adoptée en 2005, lorsque le CTKD commence son désengagement du secteur pour s'orienter vers d'autres investissements. Nombre d'unités sont mises en vente ou en gestion par d'autres enseignes. Les hôtels de Gammarth, Tunis El Mechtel et Sfax Center sont placés sous la gestion d'Accor, sous la marque Mercure. Quant au Palace, au Boujaafar, au Cap Mahdia Club et aux clubs de Monastir, Djerba et Tozeur, ils sont définitivement cédés. En avril 2009 a lieu la rupture du contrat entre Accor et le CTKD. En août, Mövenpick se voit attribuer la gestion de Gammarth, au terme d'une rénovation totale, Golden Tulip la gestion de Tunis El Mechtel et Sfax Center, et Iberostar (en) la gestion du Diar El Andalous à Port El-Kantaoui.

## Anciens hôtels

### Abou Nawas Tunis (cinq étoiles)
Construit par Olivier-Clément Cacoub et Yves Roa, l'Abou Nawas Tunis (cinq étoiles) était situé au centre de Tunis. Faisant face au palais des congrès, il bordait le quartier des affaires et des finances. L'hôtel comportait 313 chambres dont 31 suites :
- 1 suite présidentielle ;
- 10 suites ministérielles ;
- 20 suites business.

L'État tunisien détenait 59,99 % du capital de la Société tunisienne de congrès (STC) gérant l'hôtel. Dans le cadre de sa politique de privatisation, plusieurs groupes se sont montrés intéressés par le rachat des parts étatiques dont les groupes El Mouradi et Chaïbi. À la suite de la cession du capital de la STC à la Libyan Arab African Investment Company, en octobre 2007, et le retrait de la Soges, l'hôtel quitte le giron de la chaîne et prend le nom d'Hôtel des Congrès Tunis.

### Abou Nawas Le Palace (cinq étoiles)
Situé sur les hauteurs de Gammarth, il se trouvait à quinze minutes de l'aéroport international de Tunis-Carthage et à vingt minutes du centre de Tunis. L'hôtel comportait 254 chambres et 37 suites (144 avec vue sur la mer et 96 avec vue sur la forêt).
L'hôtel ne porte plus l'enseigne Abou Nawas depuis qu'il a été racheté par le groupe Karthago.

### Abou Nawas Boujaafar (quatre étoiles)
Situé en plein cœur de la ville de Sousse, à proximité immédiate de la grande artère commerciale et de la médina, il surplombait une belle plage et était doté d'une architecture moderne. Il offrait un centre de thalassothérapie et de bien-être entièrement rénové. L'hôtel comportait 234 chambres, douze suites juniors, une suite de luxe et une suite présidentielle.

### Abou Nawas Hammamet (quatre étoiles)
L'hôtel est implanté depuis le 20 mai 1985 sur une superficie de 29 830 m2, dans un jardin de trois hectares situé le long d'une plage de sable blanc ouverte sur le golfe d'Hammamet. L'hôtel comporte 198 chambres dont 90 communicantes et 14 suites. L'hôtel est acquis par le groupe El Mouradi le 4 mai 2010.

### Abou Nawas Nejma (quatre étoiles)
Ouvert en juillet 1980, le complexe d'une superficie de 20 290 m2 est situé en plein cœur de la ville de Sousse, à proximité d'une artère commerciale animée et en face de la mer. Il est constitué de studios et d'appartements équipés de kitchenette (plaque électrique et hotte aspirante, réfrigérateur et ustensiles de cuisine) :
- 23 studios standard ;
- 50 studios junior ;
- 46 studios senior ;
- 7 appartements (deux chambres) ;
- 1 suite présidentielle.

Il est complété par une galerie commerciale, trois salles de cinéma, un club et trois salles polyvalentes. L'ensemble est revendu en 2010.

### Abou Nawas Cap Mahdia Club
Situé au cœur de la zone touristique de la ville de Mahdia, au bord de l'une des plus belles plages du pays, et doté d'une architecture rappelant le charme de l'Andalousie, l'hôtel comportait 226 chambres doubles et 37 bungalows.

### Abou Nawas Montazah Club
L'hôtel était implanté au cœur de la station balnéaire de Tabarka et jouissait d'une plage de sable fin avec la montagne d'un côté et la forêt de l'autre. Il comportait 306 chambres.